# Dụ ngôn Người quản gia bất lương

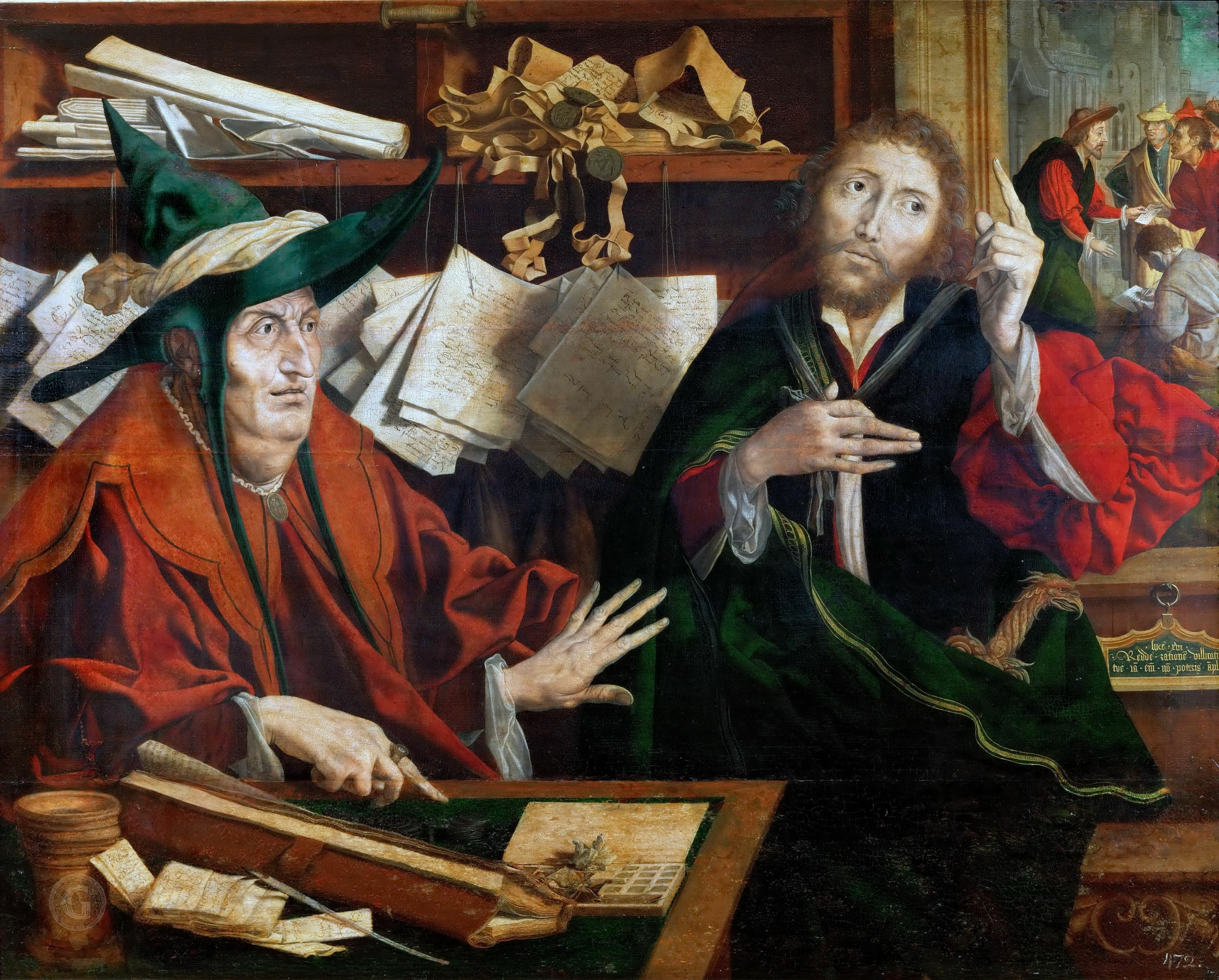
Dụ ngôn Người quản gia bất lương khoảng thế kỷ thứ 16 của Marinus van Reymerswaele

Dụ ngôn về người quản gia bất lương là một dụ ngôn của Giê-su được chép trong Phúc Âm Lu-ca 16: 1-13. Ngụ ngôn này kể về một người quản gia sắp bị sa thải đã tỏ ra ưu ái với những con nợ của chủ nhân bằng cách giảm nợ cho họ.

## Nội dung
Đức Giê-su còn nói với các môn đệ rằng: "Một nhà phú hộ kia có một người quản gia. Người ta tố cáo với ông là anh này đã phung phí của cải nhà ông. Ông mới gọi anh ta đến mà bảo: 'Tôi nghe người ta nói gì về anh đó? Công việc quản lý của anh, anh tính sổ đi, vì từ nay anh không được làm quản gia nữa!' Người quản gia liền nghĩ bụng: 'Mình sẽ làm gì đây? Vì ông chủ đã cất chức quản gia của mình rồi. Cuốc đất thì không nổi, ăn mày thì hổ ngươi. Mình biết phải làm gì rồi, để sau khi mất chức quản gia, sẽ có người đón rước mình về nhà họ! Anh ta liền cho gọi từng con nợ của chủ đến, và hỏi người thứ nhất: 'Bác nợ chủ tôi bao nhiêu vậy ?' Người ấy đáp: 'Một trăm thùng dầu ô-liu.' Anh ta bảo: 'Bác cầm lấy biên lai của bác đây, ngồi xuống mau, viết năm chục thôi.' Rồi anh ta hỏi người khác: 'Còn bác, bác nợ bao nhiêu vậy?' Người ấy đáp: 'Một ngàn giạ lúa.' Anh ta bảo: 'Bác cầm lấy biên lai của bác đây, viết lại tám trăm thôi.' Và ông chủ khen tên quản gia bất lương đó đã hành động khôn khéo. Quả thế, con cái đời này khôn khéo hơn con cái ánh sáng khi xử sự với người đồng loại. Phần Thầy, Thầy bảo cho anh em biết: Hãy dùng Tiền Của bất chính mà tạo lấy bạn bè, phòng khi hết tiền hết bạc, họ sẽ đón rước anh em vào nơi ở vĩnh cửu. Ai trung tín trong việc rất nhỏ, thì cũng trung tín trong việc lớn; ai bất lương trong việc rất nhỏ, thì cũng bất lương trong việc lớn. Vậy nếu anh em không trung tín trong việc sử dụng Tiền Của bất chính, thì ai sẽ tín nhiệm mà giao phó của cải chân thật cho anh em? Và nếu anh em không trung tín trong việc sử dụng của cải của người khác, thì ai sẽ ban cho anh em của cải dành riêng cho anh em? Không gia nhân nào có thể làm tôi hai chủ, vì hoặc sẽ ghét chủ này mà yêu chủ kia, hoặc sẽ gắn bó với chủ này mà khinh dể chủ nọ. Anh em không thể vừa làm tôi Thiên Chúa, vừa làm tôi Tiền Của được.

## Giải nghĩa
Dụ ngôn này, theo nghĩa đen, dường như ca ngợi hành vi không trung thực. Vấn đề này đôi khi được giải thích bằng cách gợi ý rằng người quản gia đang từ bỏ một khoản hoa hồng của cá nhân ông này, nhưng một số học giả không đồng ý với cách giải thích đó. Tuy nhiên, dù người chủ trong dụ ngôn có "một sự khen ngợi nhất định trong sự thù hằn" đối với "sự khôn khéo" của người quản gia này, Giê-su cho rằng người quản lý là "không trung thực." Để bổ sung cho phần giải nghĩa, một số câu nói khác nhau về tiền bạc đã được đính kèm với câu chuyện dụ ngôn ở đây. Vấn đề tranh luận là liệu những câu nói về sự tin cậy hay sự phục vụ hai người chủ có áp dụng cho dụ ngôn này hay không.
Người quản gia trong câu chuyện ngụ ngôn có thể là một nô lệ hoặc một người tự do, đóng vai trò đại diện cho chủ nhân của ông trong các công việc kinh doanh. Do có tư cách là người đại diện cho chủ nhân của mình, các thỏa thuận mà ông ký với các con nợ có giá trị ràng buộc.

Dụ ngôn này có cùng chủ đề với những đoạn văn khác, trong đó "Giê-su khuyên về sự ban phát của cải (và lòng hiếu khách) cho người nghèo, với nhận thức rằng trong khi tiền tài sẽ qua đi, thì kho báu vĩnh cửu sẽ được bảo đảm qua sự ban phát đó." Khi cái chết đến, "khả năng để làm điều lành với tiền bạc của chúng ta không còn nữa, vì vậy chúng ta nên làm điều lành với tiền bạc của mình ngay bây giờ" để những người bạn mà chúng ta đã kết giao trên đất sẽ chờ đợi chúng ta ở trên trời. Cách giải nghĩa này cũng được các tác giả của giáo hội sơ khai, chẳng hạn như Asterius ở Amasia tán thành:
Do đó, khi bất kỳ ai thấy trước được cái kết của đời mình và việc mình bị đem sang thế giới bên kia, hãy làm nhẹ gánh nặng tội lỗi của mình bằng những việc lành, hoặc là xóa nợ cho những người mắc nợ, hoặc là chu cấp rộng rãi cho người nghèo, hoặc là cho đi những gì thuộc về Chúa, người đó sẽ có được nhiều bạn bè, là những người sẽ làm chứng về lòng tốt của người đó trước Vị quan tòa và, bằng lời chứng của mình, họ sẽ bảo đảm cho người đó một nơi hạnh phúc.
Nhà Cải cách Kháng nghị người Anh William Tyndale nhấn mạnh tính nhất quán của ngụ ngôn này với giáo lý về sự xưng công bình bởi đức tin, ông đã viết một tập sách nhỏ về câu chuyện ngụ ngôn với tựa là The Parable of the Wicked Mammon (tạm dịch là Ngụ ngôn về tiền tài gian ác) (1528), dựa trên sự giải nghĩa của Martin Luther. Tyndale xem "việc lành" là kết quả của đức tin. Tyndale cũng chỉ ra rằng người quản gia không được Giê-su khen ngợi vì hành động của ông, mà chỉ được nêu lên như một gương về sự khôn ngoan và siêng năng, để "chúng ta với sự công bình cũng phải siêng năng chăm lo cho linh hồn của chúng ta, như ông đã chăm lo cho thân thể của mình bằng sự bất chính." Nhà thần học Anh giáo Charles Daubuz (1720) là một trong số những người nhìn thấy hứa hẹn cho người quản gia bất lương trong "những nơi ở vĩnh hằng" là một dự đoán tiêu cực về mồ mả, chứ không phải là sự hứa hẹn của thiên đường. Nhà thần học Anh giáo J. C. Ryle, viết năm 1859, đã bác bỏ một số cách giải nghĩa mang tính hình bóng về câu chuyện ngụ ngôn, và đưa ra một cách giải thích tương tự như của Tyndale:
Chúng ta hãy sốt sắng đấu tranh cho những giáo lý vinh quang về sự cứu rỗi bởi ân điển và sự xưng công bình bởi đức tin. Nhưng chúng ta đừng bao giờ cho phép mình cho rằng tôn giáo chân chính trừng phạt bất kỳ điều gì vặt vãnh bằng bảng thứ hai của luật. Chúng ta đừng bao giờ quên rằng, niềm tin chân chính sẽ luôn được mọi người biết đến nhờ thành quả của nó. Chúng ta có thể rất chắc chắn rằng nơi nào không có sự thành thật thì không có ơn lành.
David Flusser, trong cuốn sách có tựa đề Jesus and the Dead Sea Scrolls (tạm dịch là Giê-su và Các cuộn sách Biển Chết), đã lấy cụm từ "con trai của ánh sáng" để chỉ người Essenes; hệ thống kinh tế khép kín của họ trái ngược với hệ thống kinh tế của những người khác ít nghiêm ngặt hơn.

Một nhà biện hộ của  phái Confessional Lutheran nhận xét:
Dụ ngôn của Giê-su về người quản gia bất lương là một trong những câu chuyện nổi bật nhất trong tất cả các sách Phúc âm. Rõ ràng, thật ta sẽ đưa chuyện ngụ ngôn này đi quá xa phép so sánh nếu giải nghĩa câu chuyện như là một sự đồng thuận cho các hoạt động kinh doanh không trung thực. Quan điểm của Giê-su chỉ đơn giản là cho chúng ta thấy mục đích thật sự của tiền bạc. Thông thường, chúng ta nghĩ đến bản thân trước tiên khi chúng ta nghĩ đến điều đó. Nhưng Giê-su kêu gọi chúng ta nhận ra rằng, trước tiên, tiền bạc của chúng ta không thật sự là của chúng ta -- chúng ta chỉ đơn giản quản lý tiền bạc cho chủ nhân thật sự của nó, là Thiên Chúa. Thứ hai, ngay cả "sự trục lợi dơ bẩn" cũng có thể được sắp đặt cho việc phụng sự Thiên Chúa và người xung quanh của chúng ta. Khi điều đó diễn ra, những lợi ích sẽ tồn tại dài lâu hơn cuộc sống này -- điều mà những thứ chúng ta mua cho bản thân sẽ không làm được. Ví dụ, tiền bạc có thể được sử dụng để loan báo Tin Mừng, qua đó Chúa Thánh Thần sẽ quy tụ các tín đồ vào hội thánh của Đức Kitô. Chúng ta sẽ được hưởng mối tương giao được ban phước lành với những tín đồ này mãi mãi, rất lâu sau khi tiền bạc qua đi.
Theo những người chú giải trong bản Kinh Thánh New American Bible Revised Edition, câu chuyện ngụ ngôn nói về một người được thuê, người biết mình sắp bị sa thải vì tội cho vay nặng lãi, đã ăn năn tội lỗi của mình, yêu cầu con nợ chỉ trả những gì họ nợ chủ nhân của ông — thay vì trả luôn cả phần tiền thu thêm cho ông. Điều này phù hợp với những gì Gioan Tẩy Giả nói với những người thu thuế và binh lính về việc bóc lột những người nộp thuế và những người mắc nợ trước đó trong sách Phúc Âm này.